# Zelena leva stranka
Yeşil Sol Parti (Stranka zelene levice) ali YSP je politična stranka v Turčiji, ustanovljena 25. novembra 2012. Njen simbol je drevo z vijoličnim deblom, ki tvori človeško figuro, krona je sestavljena iz posameznih zelenih listov, rumeno sonce pa tvori glavo človeške figure na sredini krone. Njena sopredsednika sta Çiğdem Kılıçgün Uçar in İbrahim Akın. 

## Zgodovina
Stranka YSP, ki se je prej imenovala Yeşiller ve Sol Gelecek Partisi (Stranka zelene in leve prihodnosti), je bila ustanovljena 25. novembra 2012 z združitvijo strank Eşitlik ve Demokrasi Partisi (Stranka enakosti in demokracije) in Yeşiller Partisi (Zelena stranka). Opredeljuje se kot zelena stranka z levo-liberalnimi idejami.
Leta 2014 je stranka podprla Selahattina Demirtaşa kot predsedniškega kandidata na turških predsedniških volitvah leta 2014 in podprla Ljudska demokratična stranka HDP na parlamentarnih volitvah junija 2015.
Na drugem rednem kongresu stranke 2. aprila 2016 se je stranka preimenovala v Yeşil Sol Partisi (YSP). Sedanji logotip stranke je posledica odločitve, sprejete na drugem izrednem kongresu 16. oktobra 2022. Selahattin Demirtaş je kasneje predlagal, da bi v primeru morebitne prepovedi HDP vsi kandidati poslanske skupine HDP na parlamentarnih volitvah leta 2023 kandidirali v imenu YSP.
Z odločitvijo z dne 24. marca 2023 so se HDP, Emekçi Hareket Partisi (Stranka delavskega gibanja) in Toplumsal Özgürlük Partisi (Stranka socialne svobode) odločile, da bodo na predsedniških in parlamentarnih volitvah nastopile združene na listah YSP, da bi okrepile zavezništvo Millet İttifakı (Zveza naroda) vodje opozicije Kemala Kilicdarogla. YSP se zato obravnava kot ključna stranka za predsedniške volitve leta 2023.